# 中間偏右
中間偏右，又稱中右派、中右翼，是用來描述政治觀點在政治光譜上橫跨中間派與右派，但不包含極右派立場的個人、政黨、組織及智庫。許多中間偏右政黨內有各種派系存在。

## 定義
「中間偏右」沒有精準的定義，只能概括去解釋。這是由於「中間偏右」在不同國家裡，其定義也不盡相同。一般而言，中間偏右政黨支持自由民主制、資本主義、市場經濟、私有財產權以及部分形式的福利國家。普遍反對社會主義和共產主義。上述定義也包含了這些政黨的思想與政策是建立在保守主義與經濟自由主義上。
採用社會自由主義的政黨常被視為中間偏左，但若是該政黨主張右派的自由主義運動，則稱為保守自由主義或自由保守主義政黨。
中間偏右政黨較傾向穩健保守，常建立在保守主義和傳統，以及溫和的民族主義，如基督教民主主義政黨，而其他國家則依其傳統文化的不同，出現擁護伊斯蘭主义傳統價值（如土耳其）或其他信仰的政黨。

## 各地中間偏右政黨

### 亞洲
- 中華民國：
  -  中國國民黨
  -  親民黨
  -  無黨團結聯盟
- 香港
  - 自由黨
  - 實政圓桌
- 日本：
  - 自由民主黨（部分派別）
  - 公明黨[4]
  - 国民民主党
- 大韓民國：
  - 正確未來黨
  - 国民之党
  - 民生党
- 马来西亚：
  - 祖国斗士党
  - 土著团结党
- 斯里蘭卡：
  - 統一國民黨（United National Party）
- 巴基斯坦：
  - 巴基斯坦穆斯林聯盟（謝里夫派）
- 菲律賓：
  - 菲律賓國民黨（Nacionalista Party）
- 新加坡
  - 人民行動黨
- - 土库曼斯坦工业家和企业家党

### 大洋洲
- ： 
  - 聯盟（The Coalition）：
    - 澳洲自由黨
    - 澳洲國家黨（National Party of Australia）

  - 昆士蘭自由國家黨（Liberal National Party of Queensland），在自由黨與國家黨合併後成立的州級政黨。
  - 鄉村自由黨（Country Liberal Party），一個北領地政黨，與自由黨和國家黨關係密切，是聯盟成員之一。
- 新西兰
  - 紐西蘭國家黨

### 歐洲
- 欧盟歐洲議會：
  - 歐洲人民黨
- 阿尔巴尼亚：
  - 阿爾巴尼亞民主黨
- 捷克：
  - 公民民主黨
  - 基督教民主聯盟-捷克斯洛伐克人民黨
- 賽普勒斯：
  - 民主大会党
- 丹麦： 
  - 保守人民黨
  - 丹麥自由黨
- 芬兰：
  - 民族聯合黨
  - 基督教民主黨
  - 瑞典族人民黨
- 英国：
  - 保守黨
  - 北愛爾蘭民主統一黨
  - 北愛爾蘭統一黨
- 德国：
  - 自由民主黨
  - 德國基督教民主聯盟
  - 巴伐利亞基督教社會聯盟
- 法國：
  - 共和黨
  - 新中間黨
  - 共和国前进！
- 希腊：
  - 新民主黨
- 匈牙利：
  - 匈牙利民论党
- 冰島：
  - 獨立黨
  - 進步黨
- 爱尔兰：
  - 愛爾蘭共和黨
  - 愛爾蘭統一黨
- 義大利：
  - 力量黨
- 盧森堡：
  - 基督教社會人民黨
- 北馬其頓：
  - 马其顿内部革命组织－马其顿民族统一民主党
- 荷蘭：
  - 基督教民主呼籲
  - 自由民主人民黨
- 北爱尔兰：
  - 民主统一党
  - 阿尔斯特统一党
- 挪威：
  - 挪威保守黨
  - 基督教民主黨
  - 挪威自由黨
- 波蘭：
  - 公民綱領黨
- 葡萄牙：
  - 社會民主黨
  - 人民黨
- 羅馬尼亞:
  - 民主自由黨
  - 國家自由黨
- 俄羅斯：
  - 统一俄罗斯
- 塞爾維亞：
  - 塞爾維亞民主黨
- 斯洛伐克：
  - 斯洛伐克民主與基督教聯盟－民主黨
  - 基督教民主運動
- 斯洛維尼亞：
  - 斯洛維尼亞民主黨
  - 斯洛維尼亞人民黨
  - 新斯洛維尼亞黨
- 西班牙：
  - 人民黨
- 瑞典：
  - 瑞典聯盟：
    - 溫和黨
    - 中間黨
    - 基督教民主黨
    - 自由人民黨
- 瑞士：
  - 瑞士基督教民主人民黨
  - 瑞士自由民主黨
- 土耳其：
  - 民主黨
  - 祖國黨
  - 好黨

### 美洲
- 阿根廷：
  - 公民聯盟（Civic Coalition）
  - 共和計畫（Republican Proposal）
- 巴哈马：
  - 自由國家運動（Free National Movement）
- 巴西：
  - 巴西社會民主黨
  - 民主黨
- 加拿大：
  - 加拿大保守黨
  - 魁北克民主行动党
- 智利：
  - 民族革新黨
- 哥伦比亚：
  - 社會基督團結黨（Social Christian Unity Party）
- 乌拉圭：
  - 民族党
  - 红党
- 美国：
  - 共和黨（部分派別）
  - 民主黨（部分派別）
- 墨西哥：
  - 國家行動黨

### 非洲
- ：
  - 新愛國黨（New Patriotic Party）
- 突尼西亞：
  - 伊斯蘭復興運動黨
- 埃及：
  - 自由與正義黨